# Liste des seigneurs de Châteauneuf-en-Thymerais
Châteauneuf-en-Thymerais (-en-Thimerais) est passé successivement entre les mains de plusieurs dynasties seigneuriales,,, au cours des âges.
La première lignée détentrice de la baronnie court du XIe siècle au XIVe siècle, divisée en plusieurs ramages. Du XIIIe siècle au XVIe siècle, les comtes puis ducs d'Alençon, branche cadette des Capétiens Valois (la famille royale), acquièrent Châteauneuf par une série d'achats. À leur extinction, leurs parents les Albret en héritent, puis les Bourbon-Vendôme, dont Henri IV. Puis la Couronne l'aliène, et la baronnie de Châteauneuf est ballottée entre plusieurs familles du XVIIe siècle à la Révolution : cependant, bien qu'aliénée à titre d'engagement depuis 1600, la baronnie de Châteauneuf reste juridiquement dans le domaine royal jusque vers le milieu du XVIIIe siècle.
Les dates données ci-dessous entre parenthèses correspondent aux dates de « règne » des sires.

## Famille de Châteauneuf

### Généalogie
```
Ingulphe Ribaud ou Ribald de Dreux
X Hildeburge Le Riche 
│
├─> 
Albert Ribaud

└─> Frodeline de Dreux
    X  
Guazon

    │
    └─> 
Hugues 
I
er

        X Mabile de Montgommery
        │
        ├─> Mathilde, prieure à Belhomert
        └─> Mabile
            X 
Gervais 
I
er

            │
            ├─> 
Hugues 
II

            │   X Aubrée de Beaumont
            │   │
            │   └─> 
Hugues 
III

            │       X Marie
            │       │
            │       ├─> 
Gervais 
II

            │       │   X Marguerite de Donzy
            │       │   │
            │       │   ├─> 
Hugues 
IV

            │       │   │   X Éleonore de Dreux
            │       │   │   │ X Robert de Chaumont (Voir 
ramage de Saint-Clair
)
            │       │   │   │ │
            │       │   │   │ └─> Robert le jeune
            │       │   │   │
            │       │   │   ├─> Jean
            │       │   │   ├─> Eleonore (Voir 
ramage de La Roche
)
            │       │   │   │   X Richard de La Roche
            │       │   │   │   │
            │       │   │   │   └─> Richard le jeune
            │       │   │   │       X Éléonore de Chaumont
            │       │   │   │
            │       │   │   ├─> Marguerite (Voir 
ramage de Léon
)
            │       │   │   │   X 
Hervé 
III
 de Léon

            │       │   │   │   │
            │       │   │   │   ├─> 
Hervé 
IV
 de Léon

            │       │   │   │   ├─> Catherine de Léon
            │       │   │   │   └─> Alain de Léon
            │       │   │   │
            │       │   │   ├─> Yolande
            │       │   │   │   X Geoffroy de La Roche
            │       │   │   │
            │       │   │   ├─> Agnès, religieuse à Belhomert
            │       │   │   └─> Luce, religieuse à Belhomert
            │       │   │
            │       │   ├─> Hervé, seigneur de Brezolles
            │       │   │   X Alix de 
La Ferté-Arnaud

            │       │   │   │
            │       │   │   └─> Hugues
            │       │   │
            │       │   └─> Gervais, chanoine de Chartres, évêque de Nevers
            │       │
            │       ├─> Hugues
            │       └─> Aberède
            ├─> Pierre
            ├─> Gervais
            ├─> Gaston
            ├─> Robert
            ├─> Mabile
            └─> Elisabeth
```

### Branche aînée
Sous le règne de Robert le Pieux (996-1031, fils d'Hugues Capet) un de ses vassaux, Ingulphe Ribaud (Ribald) de Dreux (c'est-à-dire un miles, un des chevaliers de la familia/groupe chevaleresque/cour féodale du château de Dreux), Seigneur de Senonches, Brezolles, Sorel et Rémalard, mort en 1050, semble être le premier seigneur de la lignée familiale de Châteauneuf, et sa famille semble dominer la basse vallée de l'Avre et le secteur entre l'Avre et l'Eure.
Il fonde notamment l'église primitive de Brezolles. Il épouse Hildeburge Le Riche (fille d'Aubert/Albert Ier Le Riche seigneur de Gallardon et Thimert, et de Godehilde de Bellême elle-même fille d'Yves de Bellême ?) dont il a plusieurs enfants : Albert (Aubert), Gaston (Gasce). Hervé, Eudes, Adelaisa (épouse Aubert III, seigneur de Gallardon), Frodeline de Dreux (épouse Gaston ou Guazon d'Avesgaud d'Illiers fils d'un Raoul le Barbu, lui aussi miles de Dreux et sire de Châteauneuf par ce mariage, fondateur de la dynastie des Châteauneuf qui suivra).

#### Albert Ribaud
Fils d'Ingulphe et petit-fils de Godechilde sœur de Guillaume de Bellême, vassal du roi, il hérite de son père de Brezolles, Senonches et Sorel. Une charte prouve que Senonches avec son château du IXe siècle lui appartenait, néanmoins, il n'était pas pour autant seigneur de tout le Theodemersis qui devint plus tard le territoire de la baronnie de Châteauneuf. Il épouse Adelaise d'Avesgaud (?) de la famille du Châtel d'Illiers dont il n'aura pas de descendance.

#### GastonIerou Guazon d'Avesgaud
Seigneur du Châtel d'Illiers (doute au sujet de l'origine de cette famille. Plusieurs documents semblent attester l'origine des d'Avesgaud à Illiers-l'Évêque alors que d'autres les situent à Illiers-Combray. Il semble bien, néanmoins, qu'il s'agisse d'Illiers-l'Évêque dans l'Eure), beau-frère et successeur d'Albert, (1050-1073), devient seigneur de Châteauneuf par sa femme, Frodeline de Dreux, dame de Thimert et de Rémalard dont il a plusieurs enfants : Hugues, Gasco, Robert (Seigneurs de Gallardon), Mathilde. Il semble avoir possédé les terres de Thimert : il construit le premier château de Châteauneuf (Castellum Novum) (motte féodale à Thimert, objet d'une lutte entre le duc Guillaume et le roi Henri Ier de France en 1058). Ses successeurs, Gervais Ier de Châteauneuf et son fils Hugues II semblent avoir possédé Illiers avant que la ville ne passe dans les mains des Seigneurs d'Anet. Le village voisin de Courdemanche semble quant à lui être resté aux mains de la famille au moins jusqu'en 1239.

#### HuguesIerde Châteauneuf
Fils de Gaston et de Frodeline de Dreux, héritier d'Albert son oncle et Gaston son père, il fut seigneur de Châteauneuf entre 1073 et 1105. Hugues épousa en 1073 Mabile, fille de Roger de Montgommery et de Mabile de Bellême, et sœur de Robert II de Bellême. Puissant, il se mesura à Guillaume le Conquérant et donna asile en 1072 aux barons normands révoltés avec Robert Courteheuse et fit à leur tête des incursions en Normandie. Néanmoins Guillaume mit fin à son audace avec le siège de la forteresse de Rémalard. Hugues Ier fonda également le prieuré de Belhomert dont une de ses filles, Mathilde, devint la première prieure. En 1101 du consentement de sa mère Frodeline et de Gaston il donna aux religieux de Bonneval l'église de Saint-Pierre de Thimert avec la dîme des bois et le droit d'usage à chauffer et à bâtir et le pâturage en la forêt de Châteauneuf. De son union avec Mabile de Montgommery, il eut un fils mort jeune et deux filles, Mathilde et Mabile. Sa femme paraît lui avoir survécu comme l'atteste une charte de 1108 concernant la donation de la terre de Vigny à l'abbaye de Coulombs.

#### GervaisIerde Châteauneuf (1105-1140)
Grand sénéchal de Philippe Ier, il épouse Mabile de Châteauneuf du vivant de son beau-père Hugues Ier et devient seigneur de Châteauneuf à sa mort en 1105 et jusqu'à 1140. En 1096 Gervais fut médiateur avec Richard de Montfort et Hugues de Montgommery entre Guillaume de Breteuil-sur-Iton et Ascelin Goël d'Ivry-Bréval qui se faisaient la guerre pour la possession du château d'Ivry. Pour contrer ses incursions régulières, le roi d'Angleterre Henri Ier fit fortifier les places de Verneuil, d'Illiers-l'Évêque et de Nonancourt. Néanmoins, les excursions de Gervais en Normandie continuèrent et Henri Ier fit le siège en 1113 de la forteresse de Sorel qu'il emporta après quelques jours. Gervais perdit alors Illiers-l'Évêque (que reçut Ascelin Goël) et le Plessis-Saint-Remy qu'il avait fortifié. Malgré cet échec, Gervais poursuivit les hostilités contre le roi d Angleterre et embrassa contre lui le parti de Guillaume Cliton, fils de Robert Courte Heuse qui réclamait l'héritage de son père dépossédé à cause de sa révolte contre Guillaume le Conquérant son grand-père. Cette attitude hostile lui valut d'être excommunié par l'évêque de Chartres, Yves, comme un violateur incorrigible de la sainte trêve entre Royaume de France et Normandie. Néanmoins, la sanction fut levée grâce à la protection que lui donnait Louis le Gros. Après avoir fait don en 1125 à l'abbaye de Coulombs de ce qu'il possédait à Faverolles et à La Ronce, il favorisa et appuya la fondation de l'abbaye Saint-Vincent des Bois. En 1128, il prit la croix et alla guerroyer en Terre sainte pour s'amender. En 1136, il signe avec d'autres seigneurs, une charte contenant plusieurs donations faites à l'abbaye de Thiron par Rotrou, comte du Perche. Entre autres bienfaits, il donna également au prieuré de Saint-Martin-des-Champs le tiers de la seigneurie de Saint-Omer-en-Chaussée qu'il avait acquise d'un de ses chevaliers, Hugues Poncher. Avec le consentement de sa femme Mabile, il donne à Saint-Martin-des-Champs la terre de Mamerault, qui sert à indemniser le chapitre de Paris, au temps de l'évêque Guillaume (mai 1095-17 août 1102). Plus tard, pour la pitance des moines le jour des Rameaux, il renonce en leur faveur au droit de travers qu'il avait à Mantes sur les tonnes de vin et, pour l'achat de poisson en Carême, il donne la dîme de tout le travers de Milly et de Conty. Il mourut vers 1140. Mabile, son épouse, se distingua par des dons au chapitre de Chartres, à la léproserie du Grand-Beaulieu et à l'abbaye de Saint-Père. Elle mourut en 1132. Gervais et Mabile eurent cinq fils et deux filles: Hugues, Pierre, Gervais, Gaston, Robert, Mabile et Elisabeth.

#### HuguesIIde Châteauneuf
Fils de Gervais Ier et de Mabile de Châteauneuf-en-Thymerais, fut seigneur de Châteauneuf entre 1140 et 1170. Il est connu pour être comme son père un batailleur effréné et est également excommunié. Il s'était rendu si redoutable aux Anglais, que Henri Ier d'Angleterre voulut acheter le baron en lui proposant un mariage avec sa fille naturelle Marie ; l'accord allait se conclure lorsque l'évêque de Chartres intervint de nouveau : Hugues et Marie étaient cousins au sixième degré. Hugues resta français, et le bras droit de Louis le Gros dans la Marche de Normandie. Il épousa Aubrée de Beaumont, l'une des filles de Robert Ier de Meulan et d'Isabelle de Vermandois (une capétienne). Son intrépidité le fit tomber aux mains des Anglais, qui le gardèrent cinq ans prisonnier. Il fonda l'abbaye de Belhomert, et la charte qu'il lui octroya prouve que Senonches, Belhomert et la Ferrière au Val-Germond lui appartenaient, outre Châteauneuf où il tenait sa cour Il fit reconstruire le château de Senonches. Le château de Brezolles, qui fut brûlé en 1152 par le duc de Normandie, appartenait également à Hugues de Châteauneuf.

#### HuguesIIIde Châteauneuf
Fils du précédent, il fut seigneur de Châteauneuf de 1170 à 1199. Peu d'informations sont disponibles sur Hugues III, celui-ci ayant eu tendance à abandonner une partie de ses prérogatives seigneuriales à son fils aîné Gervais. Hugues III ne prit pas part aux guerres de Philippe Auguste et de Richard Cœur de Lion. Il n'est connu que par les importants dons qu'il fit aux maisons religieuses notamment à la léproserie du Grand Beaulieu à laquelle il confirme en 1179 la terre de Digny donnée par Yves de Rémalard et Gaston son fils. En 1182, il lui accorde une foire à Boutaincourt le jour de la Saint Jacques. En 1181, Hugues de Châteauneuf et Marie sa femme confirment au Grand Beaulieu la terre de Vaudry donnée par Hugues Gaudin en février, puis en 1186 il lui donne la dîme de Villiers près Maudétour dans la paroisse d'Aunay-sous-Gouvé, et enfin en 1193 il confirme le don de prés à Digny fait à la léproserie par Hugues de Longueville. L'abbaye de Saint-Vincent-aux-Bois fondée par ses ancêtres n'est pas oubliée. En 1184 du consentement de son fils Gervais il confirma tous les privilèges de ce monastère et en 1195, il lui donne le village de Rebervilliers. En 1197, il confirme le prieuré de Thimert à l'abbaye de Bonneval. Enfin dans la dernière année de sa vie, il donne au prieuré de Belhomert deux sous de rente par semaine sur le Tonlieu de Châteauneuf. Il eut deux fils, Gervais et Hugues, et une fille, Alberède.
- Hugues, fils de Hugues III
- Alberède, fille de Hugues III
- Gervais II de Châteauneuf, fils aîné de Hugues III

#### GervaisIIde Châteauneuf
Fils aîné d'Hugues III, né vers 1150, fut seigneur de Châteauneuf entre 1199 et 1215. Ce fils d'Hugues III fut choisi comme une caution du roi Philippe Auguste pour la trêve conclue le 23 juillet 1194 avec Richard Cœur de Lion et à nouveau en 1200 une des cautions du roi vis-à-vis de Jean sans Terre. Il est à nouveau question de lui et de son fils Hugues, en compagnie du roi aux sièges de Loches et de Chinon en 1205. Il est également désigné dans le traité parmi les vassaux du roi de France. Il confirma la donation faite par Hugues, son père, au prieuré de Moutiers-au-Perche, ce qui semble prouver qu'il était également seigneur de Rémalard. Il donne au prieuré de Belhomert le bois de Morvillette près de Belhomert et cède au chapitre de Chartres une partie des bois de Torçay avant de partir en croisade. Il part à la quatrième croisade en 1202 avec son fils Hervé comme d'autres seigneurs barons et chevaliers du Perche et des environs qui s'enrôlèrent sous les drapeaux de Geoffroy pour la quatrième croisade. Gervais II de Châteauneuf et son fils Hervé conduisirent un groupe de seigneurs du Perche sous les drapeaux de Geoffroy III du Perche : Étienne Rotrou frère de Geoffroy, Rotrou de Montfort son cousin, Yves de Laval, Geoffroy de Beaumont-le-Vicomte, Renault de Montmirail au Perche Gouet, Jean sire de Friaize près la Loupe, Guérin de Friaize son frère, Yves de Courville, Gasse sire de Rémalard, Aimery sire de Villeray près Regmalard, Le sire de Nocé, Le sire de Ceton, Le sire de Préaux près Nogent, Le sire de Corbon, Le sire de Feillet près le Mage, Le sire du Pin la Garenne, Le sire de Bellavilliers près Bellême, Le sire de Vauvineux près Bellême, Gruel de la Frette sire de Saint Victor de Réno et plusieurs autres châtelains tous accompagnés de leurs vassaux et hommes d'armes. Ils se réunirent avec les seigneurs beaucerons parmi lesquels Louis comte de Chartres et de Blois, Guillaume sire de Coûtes et de Fresnay, Gilniert Anscelme de Poissy, Aubert de Tachainville, Galeran d'Auneau et ses frères, Guillaume Chenard sire de Louville, Miles IV comte de Bar-sur-Seine vicomte de Chartres et sire du Puiset, Simon de Montfort ou encore Olivier de Rochefort.
Geoffroy III du Perche mourut entre-temps et c'est son frère Étienne Rotrou qui prit la tête du groupe de seigneurs. Gervais épousa en 1168 Marguerite de Donzy (fille d'Hervé III de Donzy, seigneur de Saint-Aignan-sur-Cher et de Mathilde Gouët ; sœur d'Hervé IV de Donzy). Il eut comme enfants Hugues IV et Hervé, qui se partagèrent sa succession, et Gervais. Hugues IV eut Châteauneuf, Régmalard et peut-être Senonches ; Hervé fut quant à lui seigneur de Brezolles. Gervais de Châteauneuf entra dans les ordres.
- Gervais de Châteauneuf, entré dans les ordres, fut chanoine de Chartres. En 1221, le Chapitre de Chartres lui donna à cens le village de Chenevières et en récompense Gervais assura aux chanoines ses confrères cent sous de rente sur le péage de Brou[27]. Il fut élu évêque de Nevers en 1222 et mourut le 4 décembre de la même année.
- Hervé de Châteauneuf († avant 1260) fut seigneur de Brezolles et fit la quatrième croisade en compagnie de son père et surtout de Renaud de Montmirail, seigneur de Montmirail et d'Alluyes au Perche-Gouet. Il épousa Alix de La Ferté-Arnaud[28]. Les terres d'Hervé devaient s'étendre jusqu'à l'Avre du côté de la Normandie, car, en 1221, il exempta des biens des moines de Jumièges, dans la paroisse de Saint-Martin du Vieux-Verneuil. En 1245, il confirma aux Templiers la donation de la Villedieu-en-Dreugesin sur l'actuelle commune de Laons, confirmée de nouveau en 1260 par son fils Hugues qui confirma également le fief de Champseru[29]
  - Hugues, fils d'Hervé, marié à Agnès, mort sans postérité. Cependant, il est probable que La Ferté-Arnaud soit restée principalement aux Châteauneuf : il semble qu'Étienne Gauvain de Dreux-Beaussart la concède à sa sœur Marie, son beau-frère Amaury de Vendôme et son neveu le vidame Robert (voir plus bas).
- Hugues IV de Châteauneuf, né en 1185

#### HuguesIVde Châteauneuf
Né en 1185, châtelain de Sorel où il vivait, il épouse en 1212 Éléonore de Dreux (1186-1248), princesse capétienne, fille de Robert II comte de Dreux et de Yolande de Coucy. Il est seigneur de Châteauneuf entre 1215 et 1230. Il accompagne le roi Philippe Auguste avec son père aux sièges de Loches et de Chinon en 1205. Il récupère les terres qui avaient été données à Hervé, le fils de celui-ci n'ayant eu de descendance. Hugues IV décède avant sa femme et ses enfants. Sa femme Éléonore de Dreux se remarie avec Robert de Saint-Clair.
- Jean de Châteauneuf, fils de Hugues IV, en bas âge à la mort de son père. Son oncle Robert III, comte de Dreux et frère d’Éléonore, assure la gestion de ses biens jusqu'à sa majorité sur décision du roi Louis VIII[30]. Il est seigneur de Châteauneuf entre 1230 et 1253. Il consent à la vente de terres à Vérigny en 1248, réalisée par son beau-père Robert de Saint-Clair. En 1253, il abandonne à Nicolas de Menou, seigneur de La Salle-d'Islou, les haute, moyenne et basse justices sur les terres qui relevaient de lui. Il est mort vers 1254 sans laisser de postérité. Son héritage est partagé par tiers entre sa mère Éléonore de Dreux et ses deux sœurs Éléonore et Marguerite. C'est avec lui que prend fin la lignée aînée de la famille de Châteauneuf.
- Sa sœur, Éléonore de Châteauneuf, se maria avec Richard de La Roche. À la mort de son frère aîné, elle reçut en partage un tiers de la châtellenie de Châteauneuf, qui passa ensuite à ses descendants.
- Une autre sœur, Marguerite de Châteauneuf, reçut elle aussi en partage un tiers de la châtellenie de Châteauneuf à la mort de son frère aîné Jean, notamment les châteaux de Châteauneuf et de Senonches. Elle épousa Hervé III de Léon, seigneur de Léon. Ils eurent trois enfants.
- Yolande ne semble pas avoir eu de part dans la succession de son frère. Propriétaire de Digny, elle épouse Geoffroy de la Roche[31].
- Agnès devint religieuse au monastère de Belhomert.
- Luce devint religieuse au monastère de Belhomert.

### Le ramage de Saint-Clair
Éléonore de Dreux, veuve de Hugues IV, s'est remariée avec Robert de Chaumont, seigneur de St-Clair (Saint-Clair ? ou plutôt Saint-Clair-sur-Epte, une branche des Chaumont-(en-Vexin) en était seigneurs), auquel elle transmit le titre de Seigneur de Châteauneuf. Elle eut un fils de cette union, Robert le Jeune, qui reçut la possession de Sorel. Robert de Saint-Clair se remaria après le décès d'Éléonore de Dreux avec Isabelle de Maillebois, dame de Courville, et devint seigneur de Châteauneuf et de Sorel en 1253 après le décès de Jean de Châteauneuf son beau-fils. Il mourut vers 1269. Isabelle de Maillebois se remaria dès 1270 avec Geoffroy de Rochefort, veuf seigneur de Courville, qui reçut le titre de seigneur de Châteauneuf. De leur union naquit au moins deux enfants : Jeanne et Aimery de Rochefort. Ce dernier devint en partie seigneur de Châteauneuf, mais cessa d'en porter le titre vers 1284/85.
- Robert le Jeune, mort en 1260 sans postérité. À sa mort, sa sœur utérine, Éléonore de Châteauneuf, dame de Beaussart (aujourd'hui Boussart, hameau de Senonches), demanda à être mise en possession de Sorel contre l'avis de son beau-père Robert de Saint-Clair qui obtint gain de cause du Parlement et resta propriétaire de Sorel[36].

### Ramage de Léon
Marguerite de Châteauneuf, reçut en partage un tiers de la châtellenie de Châteauneuf à la mort de son frère aîné Jean, notamment les châteaux de Châteauneuf et de Senonches. Elle épousa Hervé III de Léon, de la Seigneurie de Léon en Bretagne. Ils eurent trois enfants :
- Alain de Léon
- Catherine de Léon, qui se marie en 1240 à Juhel d'Avaugour, fils puîné d'Henri II, seigneur de Goëllo (Avaugour) et de Marguerite de Mayenne
- Hervé IV de Léon, récupère le tiers de la châtellenie de Châteauneuf par sa mère et devient vassal du roi de France. Il épousa Marguerite (Mahaut) de Poissy[38], dame de Noyon-sur-Andelle[39]. Il échange en septembre 1281 avec le roi Philippe III le Hardi, tous ses biens en Châteauneuf et Senonches. Cette transaction lui permet de renforcer son implantation autour des fiefs normands transmis par sa femme. Cette partie de l'héritage passe donc aux mains de la Couronne, et est assignée à Charles Ier comte de Valois, de Chartres, d'Alençon et du Perche (fils de Philippe III, frère cadet de Philippe IV le Bel et père de Philippe VI ; mort en 1325) puis à son quatrième fils Louis de Valois, comte de Chartres et d'Alençon, auquel fut échue la terre de Châteauneuf-en-Thimerais. Louis meurt sans enfant vers 1328/1329. Le roi Philippe VI donne alors à son autre frère Charles II de Valois (comte d'Alençon, du Perche et de Chartres, deuxième fils de Charles Ier de Valois ; mort en 1346 ; souche des ducs d'Alençon de la Maison de Valois) l'héritage de leur frère Louis, et lui assigne entre autres terres, par acte de mai 1335, Châteauneuf-en-Thimerais, Senonches, Champrond.

Fait curieux[pourquoi ?], on trouve dans la descendance d'Hervé IV de Léon, par les Rohan, les rois François Ier et Henri IV, Marguerite de Navarre, et François duc d'Alençon et d'Anjou, tous évoqués plus loin (les Léon se fondant dans les Rohan, puis Marguerite de Rohan épousant Jean de Valois-Orléans, comte d'Angoulême, grand-père du roi François Ier et de sa sœur Marguerite de Navarre, la grand-mère d'Henri IV).

### Ramage de la Roche
Éléonore de Châteauneuf, fille cadette d'Hugues IV de Châteauneuf et femme de Richard de la Roche vicomte de Dreux, avait reçu en partage un tiers de la châtellenie de Châteauneuf, qui passa à ses descendants. Elle meurt vers 1261.
- Leur fils, Richard de La Roche, dit « Le Jeune », succéda très jeune à sa mère. Il fut seigneur de Châteauneuf et Senonches, vicomte de Dreux entre 1261 et 1300, épousa Éléonore de Chaumont
  - Leur fils, Étienne de La Roche, dit « Gauvain », seigneur de La Roche, vicomte de Dreux, seigneur de Châteauneuf, de Senonches et de Beaussart (ou Beaussart, Bossart ; actuellement Boussart, hameau de Senonches) entre 1300 et 1327, épousa Jeanne ?
    - Leur fille aînée, Marguerite de La Roche[40], dame de Châteauneuf-en-Thymerais et vicomtesse de Dreux, épousa vers 1316 Jean Ier (1290-1347) (fils de Robert II de Dreux (1265-1306) seigneur de Beu (ou Bû ; branche cadette des comtes capétiens de Dreux), comte de Squillache, et de Yolande de Vendôme)[41]. Leur union est à l'origine de la création du rameau des seigneurs de Dreux-Bossart, dont les membres furent vicomtes de Dreux, Vidames et barons d'Esneval en Normandie, et seigneurs de Châteauneuf-en-Thymerais, Beaussart et Sénonches.
      - Leur fille, Philippa de Dreux-Beaussart, née vers 1317, décédée en 1370, épousa en 1340/1342 Jean, sire de Pont-Audemer et de Quincy[42], chevalier et fils de Nicolas. Il serait issu d'une famille dont les aïeux auraient participé à la conquête de l'Angleterre en 1066, et des 25 barons qui ont juré fidélité au roi Jean Sans Terre en 1215.
        - Leur fils Robert de Pont-Audemer, fut seigneur de Châteauneuf (toujours de la partie reçue en héritage un siècle plus tôt par Éléonore de Châteauneuf). Il fut panetier de la reine Isabeau de Bavière femme du roi Charles VI en 1380. Il se maria et eut de son union deux fils : Jean et Drouet. Il vendit Châteauneuf à Pierre II d'Alençon en 1370.
          - Jean de Pont-Audemer, chevalier
          - Drouet de Pont-Audemer était à l'Échiquier de Rouen et épousa Robine Batifle

        - Mathilde, leur fille, épousa Jean, Seigneur d'Achey

      - Aliénor (1318-1340) épousa Nicolas Béhuchet mort en 1340 pendu au mât de sa nef sur ordre d'Édouard III après la bataille navale de L'Écluse, seigneur de Muzy et Louye (Eure), La Loupe, Escrignolles, Maître des Eaux et Forêts (1328), conseiller aux Finances et Trésorier du Roi (1331/1338), Amiral de France (1339)
      - Marie (1319-ap.1350) épousa Amaury de Vendôme mort en 1368[43], chevalier banneret, seigneur de La Chartre-sur-le-Loir (Sarthe), Lassay et Gorron (Mayenne), La Ferté-Arnaud (Eure-et-Loir)[44],[45],[46],[47] et Villepreux (Yvelines) (fils de Philippa de Mésalent dame de Villepreux, et de Fresne et de La Ferté-Arnaud en partie, et de Jean Ier de Vendôme, petit-fils du comte Pierre Ier de Vendôme, de la Maison de Montoire).
        - Jeanne de Vendôme, Dame de Villepreux (Yvelines), qui épouse Jean ou Yves de Vieuxpont de Courville, d'où la suite des sires de Villepreux.
        - Robert de Vendôme mort en 1401, chevalier, vidame de Chartres par son mariage, seigneur de La Chartre (ou La Châtre)-sur-le-Loir (Sarthe), Lassay-les-Châteaux  et Gorron (Mayenne), La Ferté-Arnaud (Eure-et-Loir), Villepreux (Yvelines) et d'un fief à Saint-Aubin (aveu à Gauvain, seigneur de Beaussart et de Senonches, le 1er juillet 1374, pour des biens & terres tenant de Beaussart) épouse vers 1380 Jeanne de Chartres, dame de la Meseraye et de Meslay (sœur et héritière de Guillaume VII, Vidame de Chartres)
          - Charles de Vendôme, seigneur de La Chartre-sur-le-Loir et de La Ferté-Vidame, épouse Jeanne d'Angennes
          - Guillaume de Vendôme, vidame de Chartres, épouse Isabeau d'Estouteville
          - Jeanne de Vendôme, dame de La Ventrouse, Feuillet et Chérancey, épouse Jean Le Mercier, seigneur de Rugles, et Simon de Dreux, qui suit.
          - Jean II de Vendôme († v. 1581), vidame de Chartres, prince de Chabanais et Confolens, conseiller et chambellan du roi, épouse Catherine de Thouars, issue du vicomte Hugues II et veuve de Gilles de Rais, dame de Chabanais et Confolens, de Pouzauges et Tiffauges : d'où la suite des vidames de Chartres, princes de Chabanais et Confolens : Jacques de Vendôme († 1507), père de Louis de Vendôme († v. 1527 ; il acquiert Bossart en 1514 de son cousin Jacques de Dreux-Morainville ci-dessous ; sa sœur Louise de Vendôme marie François de Ferrières de Maligny, d'où les derniers vidames de Chartres héréditaires), 
            - père lui-même de François de Vendôme († 1560 sans postérité légitime : il venait d'être libéré d'un embastillement suscité par ses ennemis les Guise), qui vend Chabanais et Confolens aux Monluc, et Dampierre-sur-Blévy aux Courseulles du Rouvray. Beaussart, La Ferté-Vidame et le vidamé de Chartres sont acquis par les Rouvroy de Saint-Simon vers 1632-1635, sur les Ferrières de Maligny et les La Fin de Beauvoir (Armorial du Bourbonnais, t. II, p. 23), derniers vidames héréditaires (1624) issus des Vendôme ; puis Grimaldi de Monaco, comte de Valentinois, époux de la petite-fille du mémorialiste, les vend au financier Laborde en 1764, qui doit céder le domaine de La Ferté au duc de Penthièvre en 1784, tout en restant le dernier vidame (guillotiné en 1794).

          - Isabeau de Vendôme, épouse Julien des Essarts d'Ambleville, seigneur de La Chapelle-La-Reine, Villiers-le-Châtel, Achères, Bouville et Farcheville : leur fille Jeanne des Essarts marie Bouchard de Mornay, seigneur de St-Germain et de La Ferté-Nabert, et leur autre fille Marie des Essarts convole avec Charles Ier de Châtillon-Porcien, sire de Châtillon, Marigny et Survilliers
          - Marguerite de Vendôme, épouse Louis Blanchet d'Estouteville seigneur de Villebon (cf. l'article Robert)

      - Étienne dit Gauvain Ier (1330-1394), seigneur de Bossart et de Senonches épouse en 1376 Philippa de Maussigny, dame de Houlbec-La-Salle
        - Simon de Dreux[48], fils aîné mort en 1420, seigneur de Beaussart, Senonches, La Coudraye, vicomte de Dreux, Bailli de Chartres puis de Nantes, épouse sa cousine Jeanne de Vendôme, fille de Robert ci-dessus.
        - Gauvain II de Dreux, vidame de Normandie et baron d'Esneval, seigneur de Beaussart et Berville, tué à la bataille d'Azincourt 25 octobre 1415 et inhumé dans l'église abbatiale d'Ivry-sur-Seine. Il épouse en 1404 Jeanne dame d'Esneval (des vidames de Normandie), Pavilly et Berreville (Berville)-en-Caux (Seine-Maritime)
          - Robert de Dreux, vidame et baron d'Esneval, seigneur de Beaussart et Berville, décédé en 1478, inhumé dans l'église des Jacobins de Rouen. Il épouse  Guillemette de Segrie dame de Morainville (28).
            - Jean II de Dreux, vidame et baron d'Esneval, seigneur de Beaussart et Berville décédé en 1498 et inhumé dans l'église des Jacobins de Rouen. Il épouse Gillette Picart
              - Catherine, morte en 1512, épouse en 1501 Louis de Brézé (petit-fils naturel de Charles VII ; remarié à Diane de Poitiers).

            - Gauvain III de Dreux, baron du Fresne (au comté d'Eu, à St-Pierre-en-Val, Seine-Maritime ?) et seigneur de Pierrecourt (76, comté d'Eu ?), Muzy et Louye (Eure), Saint-André-de-la-Marche (Maine-et-Loire), Argères, et Montville (près de Pavilly, Seine-Maritime ? ), décédé en 1508 et inhumé dans l'église de Louye. Il épouse Marguerite de Fourneaux de Ricarville
              - Jacques Ier de Dreux (v. 1470-1521), baron du Fresne, vidame et baron d'Esneval : d'où la suite des vidames de Normandie, barons d'Esneval, par son fils Nicolas de Dreux (1504-1540 ; sans postérité), puis sa fille Anne de Dreux (x 1528 René (de) Prunelé de Gazeran († 1543) : Parents d'André (de) Prunelé de Gazeran († 1581), vidame de Normandie et baron d'Esneval...)
              - Louise, épouse Jean II d'Aché.

            - Louis Perceval, mort en 1493, seigneur de Pierrecourt, Blancfossé et Cormeille, châtelain de L'Aigle, épouse Catherine d'Auxi
            - Marie, épouse Philibert de Clermont
            - Jessée.
            - François, seigneur de Croiset et de Saint-Austier
            - Louis, mort vers 1489, seigneur d'Aussonville, épouse Anne de Frenay
            - Jacques (Branche des seigneurs de Morainville) ; héritier de Beaussart, il le vend en 1514, au détriment de son fils François, à son cousin le vidame Louis de Vendôme, père du vidame François ci-dessus († 1560).
            - Jeanne, épouse Jean II de Pisseleu
            - Austreberte, épouse Étienne du Tremblay
            - Madeleine, épouse Georges Aux-Epaules de Pisy : leur petit-fils François Aux-Epaules épouse Gabrielle de Laval, marquise de Nesle et comtesse de Joigny
            - Catherine, épouse Henri de Carbonnel
            - Anne.

        - Marie, morte en 1413, épouse Guillaume Morin
        - Jean, tué  en 1415, seigneur de Houlbec
        - Alix, épouse Macé de Gémages[49], et de : dont la suite des vicomtes de Dreux par leur fille la vicomtesse Isabelle, femme de Jean de Prulay, d'où la vicomtesse Marguerite de Prulay, épouse de Jean Havart, maître d'Hôtel de Charles VII, bailli de Caux ; leur fils le vicomte Georges Havart marie Antoinette d'Estouteville d'Auzebosc, d'où succession dans les maisons de Boulainvilliers-Dammartin (par la mère de Philippe III de Boulainvilliers, Catherine Havart, fille de Georges Havart et d'Antoinette d'Estouteville, et femme de Charles de Boulainvilliers[50]) ; de Laval-La Faigne ; et de Montigny (car Anne de Boulainvilliers, arrière-petite-fille d'Adrien Ier de Boulainvilliers-Dreux — frère cadet de Philippe III — est la mère d'Anne de Dangeul de Sours qui épouse en 1633 Philippe de Montigny de Perreux : cf. Geneanet : Généalogie d'Etienne et Marie Vallery-Radot). (Macé de Gémages se remaria avec Martine-Jeanne Maumoine du Chillou de Chavigny, mère, par un précédent mariage avec Guillaume Ier Le Roy, de Guillaume II Le Roy ci-après)
        - Jeanne, morte vers 1424, épouse Guillaume II Le Roy, sgr. du Chillou et de Chavigny.

### Famille d'Alençon
- Le tiers de la châtellenie de Châteauneuf est récupéré par Philippe III « le Hardi », roi de France, seigneur de Châteauneuf en partie en 1281 par une vente d'Hervé IV de Léon, comme vu plus haut.
- Ce roi transmet cette part aux mains de son fils cadet, Charles Ier comte de Valois, comte de Chartres, d'Alençon et du Perche, par héritage de son père. En 1314, le roi Louis le Hutin accorde à son oncle Charles des lettres patentes érigeant Châteauneuf en baronnerie-pairie[31]. En 1318, de nouvelles lettres de Philippe le Long réglèrent les appellations de Châteauneuf ressortissant au Parlement de Paris. À la mort de Charles de Valois en 1325, la baronnerie de Châteauneuf passa à son fils Philippe de Valois.
- Philippe VI récupère ce bien par héritage paternel et le donne en accédant au trône de France (1328) à son frère Louis, comte de Chartres et d'Alençon (mort en 1328 ou 1329).
- Charles II de Valois, comte d'Alençon, du Perche et de Chartres, frère de Philippe VI et de Louis, reçoit cette part de l'héritage de Louis. Il reçoit entre autres terres, par acte de mai 1335 à l'abbaye de Maubuisson, les châteaux et forteresses de Verneuil, Châteauneuf-en-Thimerais, Senonches, Champrond.
- Pierre II dit « Le Noble » (1370-1404), comte d'Alençon, du Perche et de Porhoët (1340-1404) réunifie en partie (2/3) le domaine de Châteauneuf en 1370 par achat du tiers en possession de Jean de Pont-Audemer.
- Jean Ier d'Alençon (1404-1415), tué à Azincourt en 1415

Châteauneuf passe entre les mains des Anglais jusqu'en 1432.
- Jean II d'Alençon (1415-1460) reprend Châteauneuf mais ses biens sont mis sous séquestre et reviennent à la Couronne.
- René d'Alençon (1460-1492) obtient la jouissance de Châteauneuf et en fait hommage au roi Louis XI en 1481.
- Charles IV d'Alençon (1492-1525) meurt sans enfant mâle, son apanage d'Alençon-Perche revient à la Couronne en 1549 à la mort de sa veuve Marguerite d'Angoulême ou de Valois, sœur du roi François Ier ; ses autres fiefs, dont Châteauneuf, passent alors à la Maison d'Albret, Marguerite s'étant remariée à Henri II d'Albret roi de Navarre : ce sont les grands-parents maternels d'Henri IV. Mais dès 1525, Françoise d'Alençon, sœur de Charles IV, prétend aussi à l'héritage ; elle est la mère d'Antoine de Bourbon, l'époux de Jeanne d'Albret fille d'Henri et de Marguerite, et le père d'Henri IV. Concrètement, les héritiers de la baronnerie restent tous étroitement apparentés aux Alençon, et Henri IV fut le seigneur de Châteauneuf aux titres paternel et maternel.

En 1566, la Reine Jeanne III de Navarre (Jeanne d'Albret, fille de Marguerite de Valois duchesse douairière d'Alençon et d'Henri II d'Albret roi de Navarre évoqués ci-dessus, morte en 1572) abandonne la baronnie de Châteauneuf au prince Louis de Condé (son beau-frère, neveu du duc Charles IV d'Alençon par sa mère Françoise d'Alençon ; mort en 1569) (Par ailleurs, les Condé, descendants des familles successives des comtes du Perche, dont les Rotrou, héritent de Nogent-le-Rotrou et Rémalard).
En 1571, le Roi Charles IX saisit la baronnie sur Jeanne d'Albret et son fils Henri de Navarre (le futur Henri IV), et la remet au Cardinal de Bourbon (le « Charles X » de la Ligue), héritier des Alençon par sa mère Françoise, sœur du duc Charles IV. Le très catholique cardinal était le frère de deux chefs huguenots : le prince Louis de Condé, qui vient d'être cité, et Antoine de Bourbon duc de Vendôme, mari de Jeanne d'Albret reine de Navarre qu'on vient d'évoquer, et père d'Henri IV. Le cardinal de Bourbon était donc l'oncle paternel d'Henri III de Navarre, c'est-à-dire Henri IV de France, lui-même petit-neveu du duc Charles IV. Tous descendent donc des Alençon. De plus, comme vu plus haut à la fin du ramage de Léon, Jeanne de Navarre-Albret et son fils Henri IV, ainsi que Charles IX et son frère François d'Alençon/Anjou, descendent des anciens seigneurs de Châteauneuf par les Léon.
En 1566, Charles IX distrait de la baronnerie Senonches et Brezolles et les érige en principauté sous le nom de Mantoue pour Louis de Gonzague, époux d'Henriette de Clèves, duchesse de Nevers : or Louis et Henriette sont tous les deux des petits-neveux du duc Charles IV d'Alençon.

### Famille de Navarre
Henri III de Navarre (1572-1610) se fait restituer les domaines de François d'Alençon (duc d'Alençon en 1566 puis d'Anjou en 1576 ; frère de Charles IX et petit-neveu de la duchesse Marguerite, reine de Navarre), et récupère les biens de son oncle le cardinal de Bourbon. Il est donc le baron de Châteauneuf. Devenu le roi de France Henri IV et ayant besoin d'argent, il engage en 1600 la baronnie de Châteauneuf, dont le château vient d'être détruit par le comte Charles de Soissons (fils de Louis prince de Condé cité plus haut), à Philippe Hurault de Cheverny, fils du chancelier de France.

### Famille de Gonzague de Nevers
- Philippe Hurault de Cheverny (1600-1605) vend la baronnie en 1605 à Charles de Gonzague, duc de Nevers, fils de Louis et Henriette évoqués plus haut, qui détient déjà les seigneuries de Brezolles et Senonches (principauté de Mantoue).
- Charles de Gonzague (1605-1637)
- Charles III de Gonzague (1637-1649 ; petit fils du précédent) vend Châteauneuf en 1649 à Anne Le Camus de Jambville, dame d'honneur de la Reine.

et vend la Principauté en 1654 à François Marie Ier de Broglie, mort en 1656. cette vente est contestée par les créanciers de Charles duc de Mantoue : en 1667 la Principauté de Mantoue-Senonches, augmentée par les Broglie de Tardais et La Salle, va à Henri-Jules de Condé, aussi possessionné à Dampierre-sur-Blévy, puis à sa descendance Conti (sa fille Marie-Thérèse puis Louise-Adélaïde puis Louis-François). Louis XV l'acquiert en 1770, et la laisse à Monsieur son petit-fils le comte de Provence, aussi duc d'Anjou et d'Alençon, comte du Maine et du Perche.

### Famille de Maillebois de Jambville
Anne Le Camus de Jambville (1649-1651) marquise de Maillebois et de Blévy, baronne de Châteauneuf, fille d'Antoine Le Camus sire de Maillebois et de Marie Leclerc de Lesseville ; épouse de Claude Pinard de Cramail, puis de François-Chrysostome de Lévis-Ventadour duc de Damville (Eure).

### Famille de Leclerc de Lesseville
Nicolas Le Clerc de Lesserville (1651-57) (oncle maternel d'Anne Le Camus) et son fils Antoine Ier Le Clerc de Lesseville (1651-1678 cousin germain d'Anne Le Camus, et oncle paternel d'Eustache-Auguste Le Clerc de Lesserville seigneur de Charbonnières et d'Authon au Perche-Gouët) succèdent à leur parente Anne Le Camus en 1651.

### Famille des Marets de Maillebois
- Nicolas Desmarets de Maillebois (1678-1721) reconstitue le domaine en achetant Châteauneuf et Maillebois à Louis-Charles de Lévis duc de Ventadour et de Damville, neveu par alliance d'Anne Le Camus ; et à Antoine II Leclerc de Lesseville fils et héritier d'Antoine Ier ci-dessus, en 1679
- Jean-Baptiste Desmarets de Maillebois (1721-1762) Maréchal de France et gouverneur d'Alsace
- Yves Marie Desmarets de Maillebois (1762-1766) vend la baronnie à Louis Jean-Marie de Bourbon, duc de Penthièvre (issu d'Henri IV, donc des anciens seigneurs de Châteauneuf et des Alençon).

### Famille de Bourbon-Penthièvre
Louis Jean-Marie de Bourbon-Penthièvre, de la Maison de Bourbon-Penthièvre, posséda la baronnie de Châteauneuf de 1766 à 1775, avant de la vendre à Louis François Joseph de Montmorency-Neuville.

### Famille de Montmorency-Neuville
Louis François Joseph de Montmorency-Neuville, gouverneur de La Rochelle, décède en 1791. C'est sur sa veuve, Louise-Françoise Pauline de Montmorency-Tingry que la baronnie fut confisquée par la Nation.